# 華川郡
華川郡（ファチョンぐん）は、大韓民国江原特別自治道にある郡。

## 歴史
- 高句麗時代 - 牲川郡または也尸買と呼ばれた。
- 685年（新羅神文王6年） - 狼川と呼ばれた。
- 995年（高麗成宗16年） - 朔方道の管轄となる。
- 1178年（高麗明宗8年） - 朔方道を廃して春州道が設置され、春州道の管轄となった。[2]
- 1413年（朝鮮太宗13年） - 県監を設置した。
- 1645年（朝鮮仁祖23年） - 県を廃止して今の金化郡にあった都護府管轄となったが、後に再び県に戻った。
- 1869年（朝鮮高宗6年） - 華川に改称。
- 1895年 - 狼川郡に改称。
- 1902年 - 華川郡に改称。
- 1914年4月1日 - 郡面併合により、華川郡に以下の面が成立。[3]（4面）
  - 下南面・看東面・郡内面・上西面

| 朝鮮総督府令第111号 |            |                                                                      |
| 旧行政区画          | 新行政区画 | 新行政区画                                                           |
| 華川郡郡内面        | 郡内面     | 대리리、상리、수상리、수하리、신읍리、하리、아리、중리、풍산리、하리 |
| 華川郡上西面        | 上西面     | 구운리、노동리、다목리、마현리、봉오리、산양리、신풍리、파포리       |
| 華川郡下西面        | 下南面     | 계성리、논미리、서오지리、원천리                                     |
| 華川郡南面          | 下南面     | 거례리、용암리、위라리                                               |
| 華川郡東面          | 看東面     | 동촌리、방천리、태산리                                               |
| 華川郡看尺面        | 看東面     | 간척리、구만리、오음리、유촌리                                       |
- 1917年 - 郡内面が華川面に改称。
- 1945年8月15日 - ソ連軍管理下に置かれる。（4面）
- 1946年12月 - ソ連軍管理下の京畿道加平郡北面と春川郡史内面・史北面・北山面（38度線以北の地域）を編入。（5面）
  - 北面・史内面が合併し、史内面を設置。
  - 史北面・下南面が合併し、下南面を設置。
  - 北山面・看東面が合併し、看東面を設置。
- 1953年7月27日 - 朝鮮戦争の結果、全域が韓国が収復。
- 1954年
  - 10月21日 - 春城郡史内面を編入。[4]（5面）
  - 11月17日 - 収復地区臨時行政措置法により、華川郡に対する施政権が回復し、一部を春城郡・加平郡にそれぞれ返還。下記の5面で再出発。[5]
    - 華川面・看東面・下南面・上西面・史内面
- 1979年5月1日 - 華川面が華川邑に昇格。[6]（1邑4面）

## 行政

### 警察
- 華川警察署

## 下位行政単位

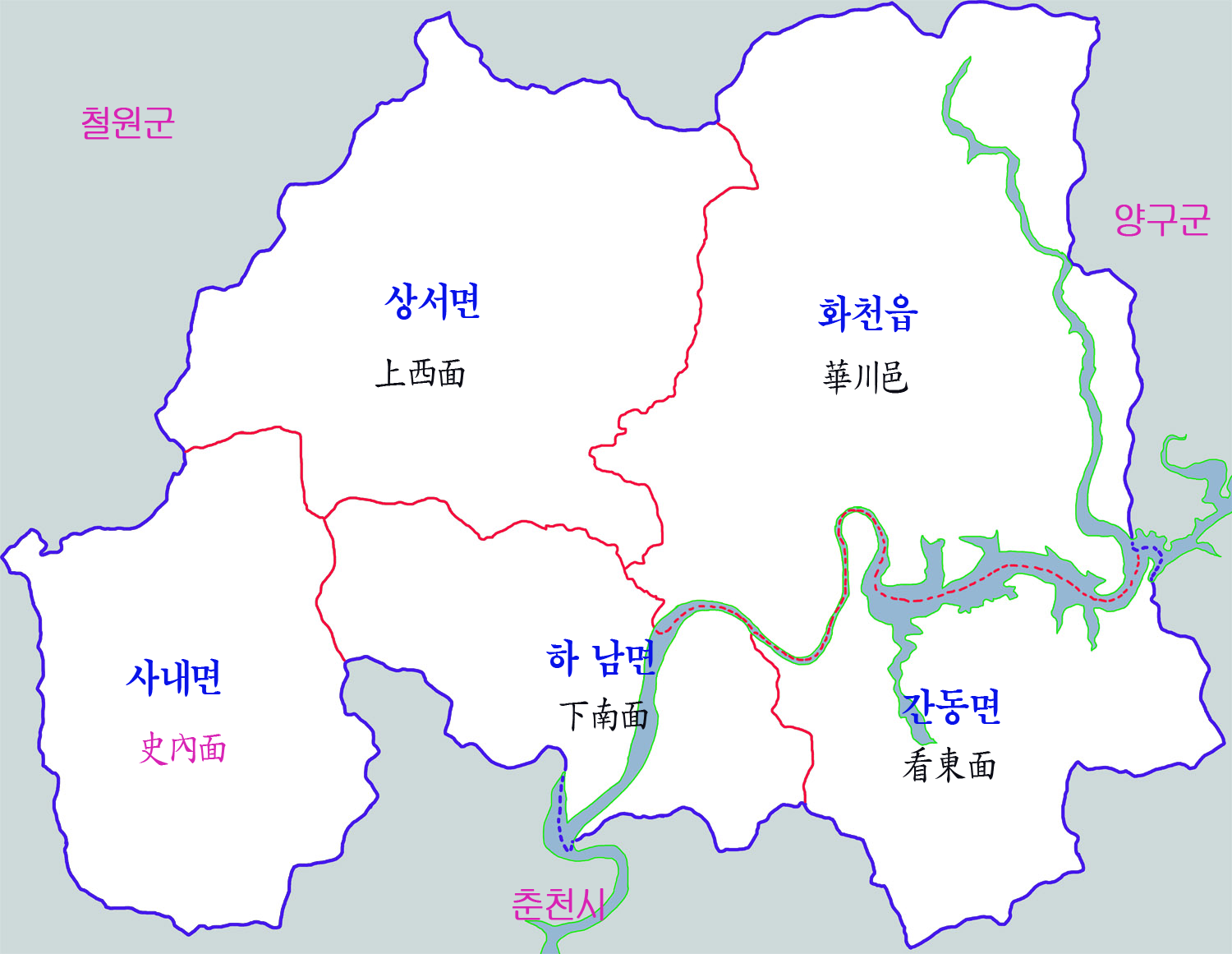
行政区域図

| 邑・面 | 法定里                                                                                 |
| ------ | -------------------------------------------------------------------------------------- |
| 華川邑 | 大利里、東村里、上里、新邑里、衙里、中里、豊山里、下里                                 |
| 下南面 | 居礼里、啓星里、論味里、三和里、鋤吾芝里、安坪里、龍岩里、原川里、位羅里               |
| 看東面 | 看尺里、九万里、都宋里、芳川里、梧陰里、龍湖里、楡村里                                 |
| 上西面 | 九雲里、芦洞里、多木里、馬峴里、峰吾里、富村里、山陽里、新大里、新豊里、長村里、巴浦里 |
| 史内面 | 広徳里、明月里、史倉里、三逸里、龍潭里                                                 |